# Hyperprolaktinémie
Hyperprolaktinémie je zvýšená hladina hormonu prolaktinu v krvi.

## Symptomy
Často se projeví neplodností, absencí menstruace u žen, zánětem prsu (mimo období kojení) nebo mastodynijí. Dále způsobuje velmi nespecifické příznaky jako zvýšení tělesné váhy, zhoršení metabolismu glukózy, popřípadě retenci vody.
Mírná hyperprolaktinemie je nejčastěji bez viditelných symptomů.

## Hladina hormonu v krvi
Protože je množství hormonu v krvi obvykle velmi malé, udává se jeho výše v počtu mezinárodních jednotek (international units – IU). Zvýšená hodnota znamená u žen vyšší množství hormonu než 500–800 tisícin IU v jednom litru krve. U mužů je hranice o dost nižší, 200–500 tisícin IU/l.
Široké hraniční rozmezí je jen orientační a ve skutečnosti při každém měření závisí na použité metodě zjišťování koncentrace hormonu v krvi. Výskyt zvýšené hladiny prolaktinu je stejně častý u žen i u mužů. U mužů však bývá méně často zjištěn pro později se vyskytující příznaky choroby. Zvýšená hladina prolaktinu je na vině přibližně u čtyř procent neplodných mužů. U žen se zástavou menstruace, která neodpovídá věku (tj. nejedná se o přechod), se zvýšená hladina tohoto hormonu vyskytuje v 10–20 % případů.

## Příčiny zvýšené hladiny prolaktinu v krvi

### Přirozené zvýšení
- v těhotenství
- při kojení
- po stimulaci bradavek
- stres
- spánek
- přehřátí organismu (například v sauně)
- hladovění

### Zvýšená hladina prolaktinu navozená léky a léčivými bylinami
- estrogeny (například hormonální antikoncepce)
- většina psychofarmak (léků na duševní nemoci)
- některé léky na vysoký krevní tlak, žaludeční vředy, aj.
- některé léčivé byliny (kopřiva aj.)

### Příčiny zvýšené hladiny prolaktinu v důsledku nemocí
- nádorové procesy hypofýzy
- jiné expanzivní procesy v oblasti podvěsku mozkového, jiné onemocnění hypotalamu a hypofýzy
- periferní hypotyreóza (snížená funkce štítné žlázy, kde příčina je přímo ve žláze)
- ledvinná nedostatečnost
- patologické procesy na hrudní stěně (operace, pásový opar) – ty zvyšují hladinu prolaktinu v krvi stejným mechanismem jako kojenec při sání
- choroby jater (jaterní cirhóza)
- idiopaticky zvýšená hladina prolaktinu – nejasného původu, neznáme příčinu

## Diagnostika
U pacientů s podezřením na zvýšenou hladinu prolaktinu se stanoví koncentrace prolaktinu v krvi (odběr krve ráno, nalačno). Při potvrzení zvýšené hladiny je nutno hledat příčinu.
Zjišťuje se užívání léků ovlivňujících tvorbu prolaktinu, vyšetřují se hladiny hormonů štítné žlázy a tyreotropního hormonu (k vyloučení zvýšené hladiny prolaktinu v krvi při periferní hypotyreóze). Dále se stanovuje funkce ledvin. Při podezření na syndrom polycystických ovarií se provádějí další potřebná vyšetření (ultrazvuk břicha).
U hladiny prolaktinu v krvi vyšší než 4 IU/l zobrazujeme oblast hypofýzy zvláštním přístrojem. Totéž vyšetření je zapotřebí i u nižší hladiny prolaktinu v krvi, kde existuje podezření na nádorové onemocnění hypofýzy.

## Léčba
Léčba se liší podle příčiny zvýšené hladiny prolaktinu v krvi. Na prvním místě je i u nejzávažnějších makroprolaktinomů (i velkých rozměrů, tzv. gigantických) léčba chemickými přípravky. Tyto léky působí podobně jako dopamin (prolaktostatin), tedy potlačují zvýšenou hladinu prolaktinu v krvi nezávisle na příčině zvýšení. Léčbu začínáme nízkou dávkou (s jídlem, nejlépe na noc) a postupně ji podle tolerance a potřeby (kontrola hladiny prolaktinu v krvi) zvyšujeme. Léčbu přerušujeme při těhotenství u všech menších nádorů hypofýzy. U některých objemnějších nádorů s rizikem růstu v těhotenství (důsledkem vyšší koncentrace ženských pohlavních hormonů estrogenů) a s ohrožením zraku léky nevysazujeme. K dispozici je celá řada moderních léků. Léčba je dlouhodobá, někdy celoživotní.

### Péče o pacienta
Diagnostiku a léčbu zajišťuje endokrinolog. U zvýšené hladiny prolaktinu v krvi zjištěné na gynekologickém oddělení pak sledování pacientky provádí gynekolog, který se zabývá diagnostikou a léčbou hormonálních odchylek u žen. Léčba probíhá většinou ambulantně, i když v některých případech je nutný pobyt v nemocnici.
U 85 % pacientů s prolaktinomem (viz nádorové procesy hypofýzy) dochází po podání léků ke snížení hladiny prolaktinu v krvi. To vede k zástavě růstu nádoru a většinou i k jeho postupnému zmenšení. Často dochází i k obnovení plodnosti (pokud nádor nevedl k trvale snížené funkci hypofýzy). U zbývajících pacientů je odpověď na léky částečná nebo selže. Zde je nutná neurochirurgická léčba nebo zevní ozáření.